# ألبير روست
ألبير روست، (بالفرنسية: Albert Rust) من مواليد 10 أكتوبر 1953، لاعب كرة قدم فرنسي سابق، ومدرب كرة قدم فرنسي.
لعب مع منتخب فرنسا لكرة القدم.

## روابط خارجية
- ألبير روست على موقع الاتحاد الدولي (مؤرشف)  (الإنجليزية)
- ألبير روست على موقع قاعدة بيانات كرة القدم.إي يو (الإنجليزية)
- ألبير روست على موقع ناشيونال فوتبول تيمز (الإنجليزية)
- ألبير روست على موقع عالم كرة القدم.نت (الإنجليزية)
- ألبير روست على موقع أوليمبيديا (الإنجليزية)